# مارينكو كولجانين
مارينكو كولجانين ، من مواليد 17 نوفمبر 1957 ، مدرب كرة قدم كرواتي.
و هو يدرب ناديالحزم السعودي في موسم 2012/2011.

## روابط خارجية
- مارينكو كولجانين على موقع قاعدة بيانات كرة القدم.إي يو (الإنجليزية)